# Wadi Half
El Wadi Half (en árabe: وادي حلف‎, romanizado: Wādī Ḥalf)  es un valle o río seco con caudal efímero o intermitente, que fluye casi exclusivamente durante la temporada de lluvias, situado al norte de Omán, en el enclave omaní de Madha (gobernación de Musandam); y al este de los Emiratos Árabes Unidos, emiratos de Sharjah y Fuyaira.
Es afluente por la derecha del Wadi Madha, a cuya cuenca hidrográfica de 106 km² pertenece.

## Recorrido
La longitud total del Wadi Half es de 8,6 kilómetros, aproximadamente, que discurren íntegramente en territorio omaní.
Su fuente de origen está situada a una altitud aproximada de 500 m s. n. m., al suroeste del Jabal Half (569 m), junto a la divisoria de aguas que separa las cuencas del Wadi Madha y del Wadi Safad.
Al final de su curso alto, el cauce del Wadi Half es atravesado por la nueva carretera parcialmente construida, que pretende unir la ciudad de Madha (Omán) con Daftah (EAU), y que tal como advertían los estudios preliminares de esta obra, ha causado un grave impacto medioambiental, con daños irreparables al entorno natural de la zona.

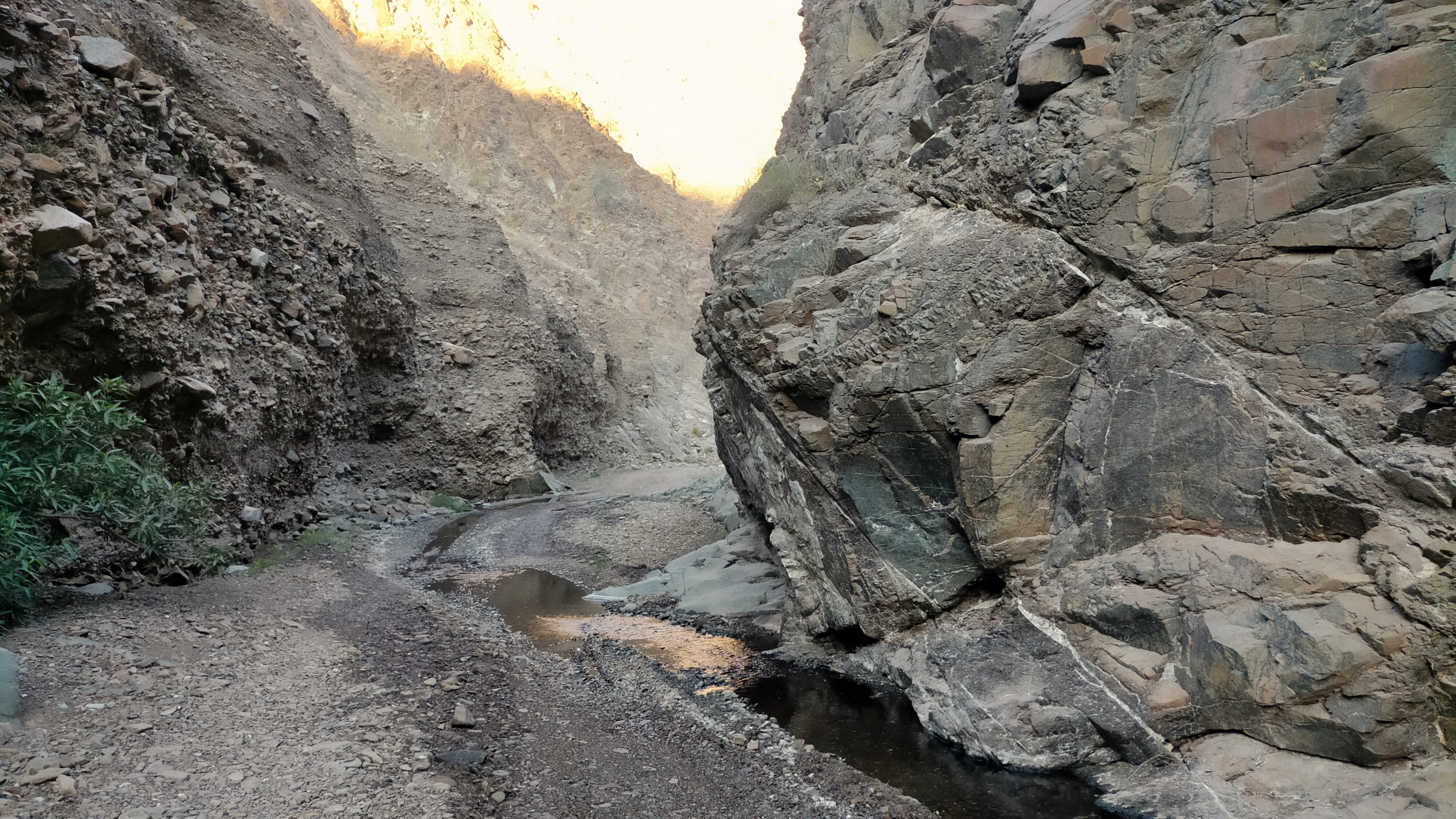
Cauce del Wadi Half

En su curso medio y bajo, de escasa pendiente, el Wadi Half forma los característicos meandros que se encuentran también en el Wadi Madha y otros wadis de la región, y presenta algunas pozas que conservan agua durante buena parte del año.
Desemboca en el Wadi Madha, poco después del paraje de Z̧āhir al Qasha‘, y un poco antes del cruce con la línea fronteriza del enclave de Nahwa (EAU).

## Toponimia
Nombres alternativos: Wādī Ḥalf, Wadi Half, Wadi Hilf, Wādī Ḩalf, Wādī Ḩilf.
El nombre del Wadi Half (con las grafías Wadi Half y Wādī Ḩalf), sus afluentes, montañas y poblaciones cercanas, quedaron registrados en la documentación y mapas elaborados entre 1950 y 1960 por el arabista, cartógrafo, militar y diplomático británico Julian F. Walker, durante los trabajos efectuados para el establecimiento de fronteras entre los entonces denominados Estados de la Tregua, completados posteriormente por el Ministerio de Defensa del Reino Unido, en mapas a escala 1:100.000 publicados en 1971.
En el Atlas Nacional de Emiratos Árabes Unidos consta con la grafía Wādī Ḥalf (en árabe: وادي حلف‎).

## Población
El área del Wadi Madha y del Wadi Half estuvo poblada principalmente por las tribus Madhahana, Bani Hamid, Bani Sa'ad, Dahwahir y Naqbiyin.